# Цедвиц-Либенштейн, Клеменс фон
Клеменс фон Цедвиц-Либенштейн (нем. Clemens Graf von Zedtwitz-Liebenstein; 18 сентября 1814, Либенштейн (ныне Чехия) — 17 ноября 1896, Либенштейн) — австро-венгерский поэт, граф.
Родился в дворянской католической семье баварского происхождения. В 1823—1829 годах учился в гимназии Терезы в Вене, затем учился в гимназии в Эгере, после окончания которой поступил в Пражский университет; посещал там различные лекции, но так и не выбрал себе специальности. Некоторое время провёл на военной службе, однако в 1836 году демобилизовался и вернулся в родовое имение, из которого до конца жизни выезжал достаточно редко; занимался управлением своим хозяйством и литературным творчеством. В 1872 году за свои литературные заслуги был награждён орденом Франца-Иосифа, хотя никогда не занимал никаких государственных должностей. В 1879 году получил для себя и своих детей, будучи старшим в линии наследования, право именоваться «фон Цедвиц-Либенштейн». Был дважды женат.
Большую часть своих стихотворений написал на эгерском диалекте немецкого языка. Наиболее известные стихотворения: «As da Haimat» (1877); «Wos Funklnoglnais» (1880); «Humoristisch satirische Gedichte und triste Lieder» (1880); «Alladahand» (1882); «Dau bring in au wos» (1893); «Vermischte Gedichte» (1893); «Parodien u. gereimte deutsche Sprichwörter, metrisch bearb.» (1894). Считался большим знатоком эгерского диалекта, давал по его поводу консультации филологам.